# Edward Pellew Wilson
Edward Pellew Wilson (Portsoy, 23 de agosto de 1803 — Salvador, 11 de novembro de 1887) foi um industrial nascido no norte da Escócia e radicado no Nordeste do Brasil.
Casou-se em 1830 com Maria Constança da Silva Freire (1815-1877), natural de Salvador e de família oriunda da cidade do Porto, Portugal, onde seus antepassados pertenciam à burguesia dominante do Porto desde o século XVI.
Filho primogênito de Alexander Wilson (1774-1817), primeiro tenente da Royal Marines, e de sua mulher, Jean Gray (1775-1848), casados na Escócia a 10 de março de 1799; neto paterno de James Wilson e de sua mulher, Anne Ingles, casados na Escócia em 1773, e neto materno de Alexander Gray e de sua mulher, Jean Bean, casados na Escócia em 1766.  Primo irmão, pelo lado materno, de Sir James Milne Wilson, KCMG, premier da Tasmânia.
Edward Pellew Wilson veio ao Brasil em 1819, para tentar recuperar as mercadorias que sobraram do naufrágio de um dos navios que possuía com seu irmão Fleetwood Pellew Wilson, na Inglaterra.  O comércio entre Brasil e Grã-Bretanha, nessa época, era muito desenvolvido, em razão de o rei Dom João VI ter assinado, em 1810 e 1812 acordos de aliança, de amizade, de comércio e de navegação com o Reino Unido; daí a vinda de britânicos para o Brasil.
A inicial Casa Comercial de importação e exportação Hett-Wilson deu lugar, no ano de 1837, à fundação da companhia de navegação Wilson Sons Co. pelos irmãos Edward e Fleetwood.  A dita companhia desempenhou papel de relevância no desenvolvimento econômico marítimo do Brasil ao longo do século XIX e tinha dois polos:  um em Salvador, comandado por Edward, que para o Brasil passou, se casou e constituiu família, e o outro, em Londres, comandado por Fleetwood na Lombard street.
Os negócios que Edward desenvolveu no Brasil não se limitaram à navegação nem à importação/exportação, uma vez que o capital que se avolumou foi de sorte tal, que os irmãos começaram a expandir o negócio, quer fosse na construção de ferrovias, quer fosse na atividade bancária.  Edward iniciou amizade com Irineu Evangelista de Sousa, futuro barão e visconde de Mauá, numa variedade de negócios e foi acionista da Cia. a Vapor e Estrada de Ferro de Petrópolis (1852), do Estaleiro e Fundição Ponta d'Areia (1846), da São Francisco Railway (1858), da Estrada de Ferro Paraguaçu (1858), um dos acionistas-fundadores do Banco Mauá (1854) em Montevidéu, Uruguai. 
Foi, ademais, proprietário do gasômetro de Salvador, co-introdutor da iluminação a gás em Salvador, co-fundador do British Club de Salvador.  Representou, no Brasil, muitas companhias de navegação, como agente, a mais conhecida das quais foi a Western Pacific Steam Navigation Company.  Em seus navios se transportava, por cortesia, os correios de Sua Majestade Britânica. A partir do ano de 1869, o governo do Império do Brasil concedeu a Edward Pellew Wilson concessões, para explorar minerais combustíveis em localidades na Bahia, como Maraú, Matapira, Valença etc., como já menciona Francisco Inácio Ferreira em sua obra Dicionário Geográfico das Minas do Brasil, publicado no Rio de Janeiro em 1885.  Este fato faz que Edward Pellew Wilson seja reconhecido como um dos precursores da prospecção petrolífera no Brasil, assim como o Visconde de Mauá, cujas concessões datam da década de 1840.  
Dada a importância e antiguidade da contribuição de Edward ao desenvolvimento econômico brasileiro, alguns autores ao empresário se referem, como:  
- Alfredo d'Escragnolle Taunay, Visconde de Taunay, em sua obra Estrangeiros Ilustres e Prestimosos no Brasil (1800-1892);
- Gilberto Freyre, em sua obra Ingleses no Brasil;
- Henrique Dias Tavares em sua obra História da Bahia, e
- Richard Graham, brasilianista, em sua obra The Onset of Modernization in Brazil.

Figura Edward noutras publicações e na tese de doutoramento da Elizete Silva, intitulada A Comunidade Britânica na Bahia. É ponto pacífico afirmar que Edward Pellew Wilson foi o membro mais importante da Comunidade Britânica de Salvador, cuja praça comercial foi muito dinâmica nesse período, assim como a praça comercial do Recife.
Durante a Guerra do Paraguai, Edward foi um dos muitos residentes no Brasil que contribuíram, assim como tantos brasileiros, para a obtenção de fundos para a guerra, em que o Império do Brasil lutou e de que foi vencedor.  Mandou construir um dique flutuante nas docas de Salvador e ajudou na compra de encouraçado, usado na Guerra do Paraguai. Por estes serviços em prol do Império, o imperador Pedro II o fez cavaleiro da Imperial Ordem da Rosa, por decreto datado de 17 de novembro de 1866, com honras de capitão.
Morto na capital baiana, foi ali sepultado, no Cemitério dos Ingleses. na Conferência da Presença  Britânica na América Latina, ocorrida em Montevidéo, no Uruguai, Edward foi considerado um dos homens mais ricos da América Latina. Foi pai de, entre outros, Edward Pellew Wilson Júnior, primeiro Conde de Wilson (1832-1899).